# Henry Uihlein
Henry Uihlein (* 13. Mai 1844 in Wertheim; † 22. April 1922) war ein deutscher Brauer und Präsident der Joseph Schlitz Brewing Company.

## Biographie
Henry Uihlein wurde als zweitältester von sechs Söhnen des Josef Benedikt Ühlein und seiner Ehefrau Katharina Krug geboren, die in Wertheim die Gaststätte Gasthaus zur Krone betrieben.
In Bayern lernte Henry Uihlein das Brauhandwerk, bevor er im Jahr 1862 in die USA emigrierte. Dort arbeitete er mehrere Jahre lang für verschiedene Brauereien in St. Louis und für die Kunz Brewing Company in Leavenworth. 1871 zog er nach Milwaukee und begann, gemeinsam mit seinen Brüdern August, Alfred und Edward für die Joseph Schlitz Brewing Company zu arbeiten. Henrys Expertise im Brauwesen trug wesentlich zum Erfolg des Unternehmens bei.
Er leitete die Firma zwischen 1875 und 1916 als Präsident. Daneben war er im Finanz- und Immobilienwesen sowie in anderen Wirtschaftszweigen tätig.
Henry Uihlein verstarb im Jahr 1922. Sein Grab befindet sich am Forest Home Cemetery in Milwaukee.

## Familie
Henry Uihlein heiratete Helene Kreutzer (* 4. Oktober 1849; † 31. Januar 1921). Aus der Ehe gingen sieben Kinder hervor:
- August Edward (* 1871; † 1938)
- Emma (* 1873; † 1939)
- Adele (* 1875; † 1892)
- Laura (* 1877; † 1967)
- George Edward (* 1880; † 1950)
- Meta (* 1884; † 1966)
- Herman Alfred (* 1886; † 1942)